# Тверская улица (Казань)
Тверская улица (тат. — Тверь урамы) — улица в Московском районе города Казани .

## Расположение
Улица Тверская пролегает с востока на запад города Казани до пресечения с улицей Соловецких Юнг, соединяя между собой улицы Декабристов, 2-я Юго-Западная, Большая Крыловка и Соловецких юнг, объединяя Кировский и Московский районы Казани.

## Транспортный трафик
С конца 1980-х годов улица Тверская являлась улицей с одностороннем движением со стороны улицы 2-я Юго-Западная в сторону улицы Декабристов. Во встречном направлении движение разрешалось лишь троллейбусу 3-го маршрута. Однако, весной 2010 года, в связи со строительством развязки на пересечении улиц Декабристов — Ямашева — Ленская, движение по улице Тверская открыли в обоих направлениях, так как улица Тверская, наряду с улицей Волгоградская, приняла на себя основную нагрузку по движению транспорта, являясь официальной объездной дорогой.
11 января 2011 года дорожными знаками и светофором стал запрещен поворот на улицу Тверская с улицы Декабристов, при этом двухстороннее движение по улице Тверская дорожными знаками не запрещено.

## Общественный транспорт
По улице Тверская до весны 2010 года курсировали троллейбус 3-го маршрута (в обоих направлениях), а также автобусы 86 и 82 маршрута. Однако, с весны 2010 года троллейбусный маршрут был закрыт, а контактные сети демонтированы. Автобусные маршруты пустили по другим улицам.

## Примечательные объекты
- № 2 — жилой дом завода «Сантехприбор».[6]
- № 9 — жилой дом МВД ТАССР.[7]